# Bass niebieski
Bass niebieski, bass pręgowany, bass błękitnoskrzelny, dawniej okoń błękitnoskrzeli (Lepomis macrochirus) – gatunek ryby z rodziny bassowatych (Centrarchidae).

## Występowanie
Ameryka Północna od Rzeki Św. Wawrzyńca i Wielkich Jezior na północy przez dorzecze Missisipi po południowy Meksyk. Introdukowany w wielu krajach, ma niekorzystny wpływ na ekosystemy.
Żyje w jeziorach, stawach, zbiornikach zaporowych i wolno płynących rzekach, najchętniej w silnie zarośniętych wodach o temperaturze 1–36 °C.

## Cechy morfologiczne
Osiąga średnio długość 20 cm (maksymalnie 41 cm i 2,15 kg masy ciała). 
Ubarwienie ciała oliwkowozielone z niebieskim lub fioletowym połyskiem, na bokach mogą występować lekkie, ciemne, poprzeczne pręgi. Przednia część brzucha czerwona, przechodząca ku tyłowi w pomarańcz. Na tylnym krańcu pokryw skrzelowych granatowe lub czarne „ucho”. W tylnej części płetwy grzbietowej duża, ciemna plama. Samce oraz osobniki hodowane w niewoli mogą mieć intensywniejsze czerwone i niebieskie ubarwienie.

## Odżywianie
Młode osobniki zjadają skorupiaki, owady i robaki. Dorosłe żywią się ślimakami, niewielkimi rakami, owadami, robakami i niewielkimi rybami. Gatunek aktywny głównie w nocy i o świcie.

## Rozród
W Indianie trze się w VI i VII.

## Znaczenie
Łowiony przez wędkarzy, hodowany w akwariach. W Niemczech handel nim jest zakazany.